# Else Alken

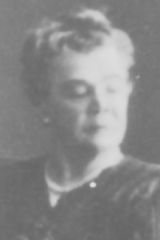
Else Alken

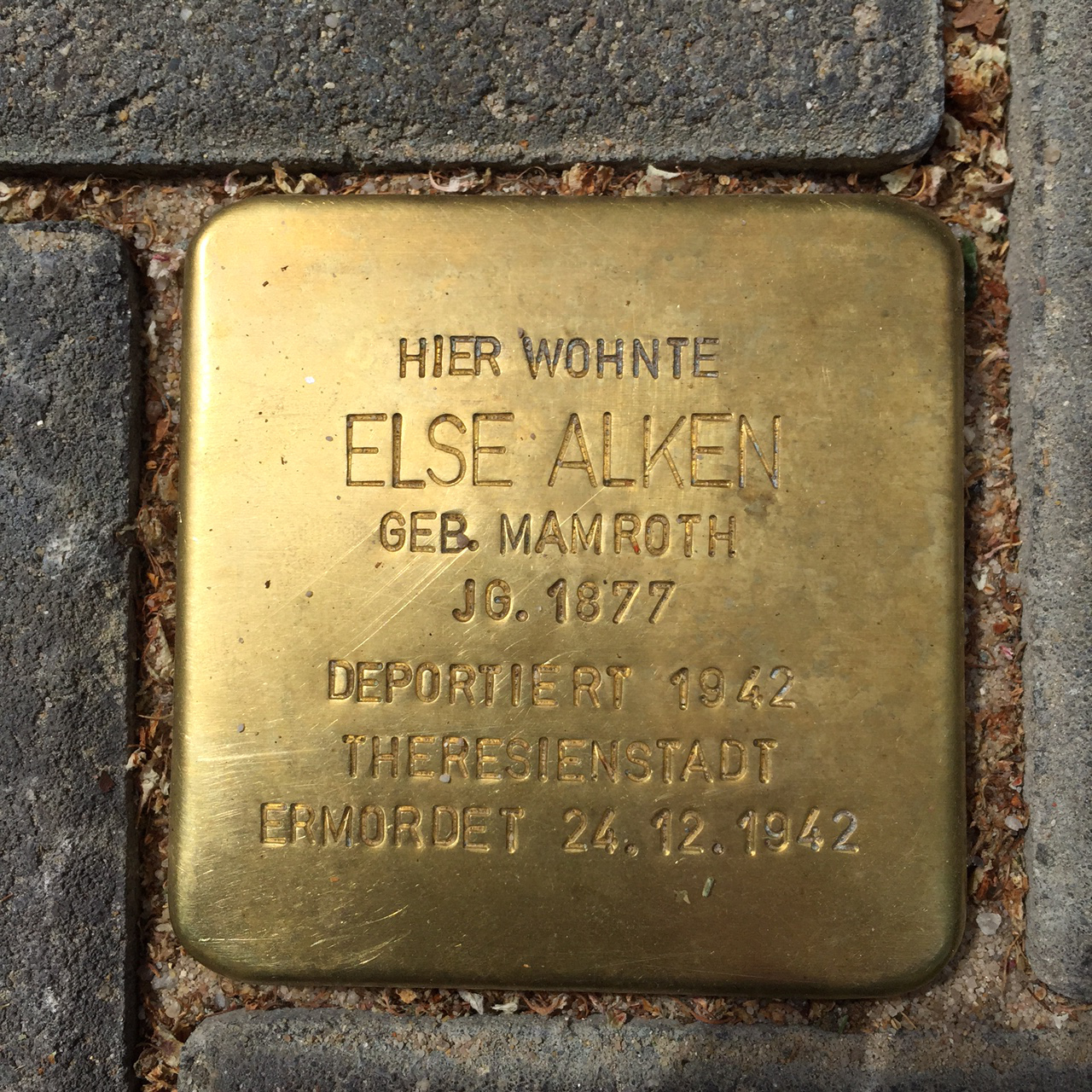
Stolperstein

Else Alken, geborene Else Mamroth, (* 14. Mai 1877 in Breslau; † 24. Dezember 1942 im KZ Theresienstadt) war eine deutsche Politikerin der Zentrumspartei, die Opfer des Holocaust wurde.

## Familie
Else Alken war die Tochter des Kaufmanns Ludwig Mamroth aus Breslau und dessen Ehefrau Paula, geborene Deutsch. Sie war jüdischer Herkunft und wurde an ihrem 18. Geburtstag nach katholischem Ritus getauft.
Sie heiratete am 9. Januar 1904 in Berlin den katholischen Juristen Carl (Hubert Heinrich Michael) Alken (* 10. Oktober 1872 in Oberselters; † 21. Februar 1933 in Frankfurt am Main), den Sohn des königlichen Baumeisters Carl Alken aus Bergheim und dessen Frau Magdalena geborene Zerves. Ihr Mann wurde Landgerichtsdirektor und stellvertretender Präsident der Reichsdisziplinarkammer. Die Ehe blieb kinderlos.

## Leben
Else Mamroth besuchte die Höhere Töchterschule in Breslau und verbrachte einige „Pensionatsjahre“ in Paris. Ein akademischer Abschluss war ihr als Frau verwehrt. Im Ersten Weltkrieg leistete sie Lazarettarbeit und war Gründerin und Leiterin eines Tagesheimes für Frauen.
Sie engagierte sich in der Frauenbewegung und war Zweite Vorsitzende des Verbandes Frankfurter Frauenvereine. Politisch war sie Mitglied des Zentrums geworden und war Vorsitzende der politischen Arbeitsgemeinschaft der Frauen des Zentrums. In Frankfurt am Main war sie Zweite Vorsitzende der Zentrumspartei.
Am 27. Mai 1924 erfolgte ihre Wahl zur ehrenamtlichen Stadträtin in Frankfurt am Main durch die Stadtverordnetenversammlung (sie selbst gehörte der Stadtverordnetenversammlung nie an). Sie war damit nach Meta Quarck-Hammerschlag (SPD) die zweite Frau, die jemals dem Frankfurter Magistrat angehörte. Nach den Kommunalwahlen vom 20. Mai 1928 schied sie aus dem Magistrat aus, wurde aber am 10. Dezember 1929 erneut gewählt. Nach der Machtübernahme der Nationalsozialisten stellte sie sich im April 1933 nicht mehr zur Wiederwahl und schied am 24. April 1933 endgültig aus dem Magistrat aus.
1921 bis 1929 war sie gewählte Abgeordnete für den Stadtkreis Frankfurt und das Zentrum im Nassauischen Kommunallandtag und Provinziallandtag. Seit 1922 war sie stellvertretendes und 1927 bis 1929 ordentliches Mitglied im Landes- bzw. Provinzialausschuss. Ende 1929 gab sie diese Mandate wegen Arbeitsüberlastung auf.

## Zeit des Nationalsozialismus
Nach dem Tod des Mannes am 21. Februar 1933 reist sie Anfang März nach Wien und weiter nach Tirol. Ihrem Antrag auf Witwenrente wurde unter Verweis auf ihren Auslandsaufenthalt nicht entsprochen. Zur Jahreswende 1933/1934 kehrte sie daher nach Frankfurt zurück. Dort geriet sie in das Visier der neuen Machthaber. Auf einer Karteikarte der Gestapo vom 28. Juli 1934 wurde September 1935 vermerkt „Verdacht K.A.“. Während sie hier ausschließlich im Verdacht oppositioneller Gesinnung stand, bekam sie in den Folgejahren zunehmend Verfolgung aufgrund ihrer jüdischen Herkunft zu spüren. Gemäß der NS-Rassenlehre war sie „Volljüdin“. Ihre Renten wurden daher gekürzt, sie musste mehrmals umziehen. Finanziell war sie zum Verkauf des wertvollen Mobiliars gezwungen. Am 16. Mai 1941 erfolgte eine „Sicherungsanordnung“ des Kasseler Oberfinanzpräsidenten, also eine Beschlagnahmung ihres Vermögens.
Im Januar 1942 versuchte sie mit Hilfe des Limburger Bischofs Antonius Hilfrich beim Apostolischen Nuntius in Berlin eine Arbeitsstelle im Vatikan zu erhalten, um vor einer Deportation und Ermordung geschützt zu sein. Dieser Antrag scheiterte jedoch an einem Missverständnis: Der Vatikan ging von einer politischen Verfolgung wegen der Zentrums-Tätigkeiten aus und bot am 20. März 1942 gerne finanzielle Unterstützung an. Die Lebensgefahr durch die jüdische Herkunft war in Rom unbemerkt geblieben und so wurde die letzte Chance auf Rettung zunichte.
Am 18. August 1942 wurde sie verhaftet und erhielt ihre Ausbürgerung. Sie wurde in das ehemalige jüdische Altenheim in der Rechneigrabenstraße 18–20 gebracht und am 1. September nach Theresienstadt deportiert. Dort starb sie am 24. Dezember.

## Gedenken
Gemäß ihrem Wunsch wurde am 15. Dezember 1951 ihr Name in einer feierlichen Gedenkstunde auf dem Grabstein ihres Mannes auf dem Hauptfriedhof Frankfurt eingraviert. Das Grab ist als Ehrengrab ausgewiesen.
Auf Antrag der CDU-Fraktion vom 28. Juni 1960 wurde 1962 die Else-Alken-Straße in Frankfurt-Niederrad nach ihr benannt.